# Pouteria stenophylla
Pouteria stenophylla — рослина із родини Сапотові, яка була ендемічною для Бразилії. Вважається вимерлою через руйнування середовища існування .